# Dark Horizon
I Dark Horizon sono un gruppo musicale italiano di genere symphonic power metal, fondato nel 1996 a Piacenza.

## Storia dei Dark Horizon
Il progetto Dark Horizon nacque nel settembre 1996 a Piacenza ed è stato concepito dal tastierista Alessandro Battini, dal chitarrista Daniele Mandelli, dal cantante Pietro Gandolfi, dal batterista Luca Capelli e dal bassista Claudio Gallini.
La band registrò il demo-tape Legend in Opera nel 1998, seguì il demo-CD Unnamed nel 1999.
L'album registrato in 2000 presso l'Elfo Studio di Tavernago (PC) è stato pubblicato dopo più di un anno. La Northwind Records lo ha pubblicato nel novembre 2001 con il titolo Son Of Gods; contiene otto canzoni power metal con forti tonalità sinfoniche.
Nel 2002 la band è rivista nella line-up con l'ingresso di Roberto Quassolo alla voce, Luca Capelli alla batteria e Davide Marino al basso; da questa formazione nasce il secondo album. Dark Light's shades registrato sempre presso l'Elfo-studio da Daniele Mandelli tra l'ottobre 2003 e il maggio 2004 e masterizzato negli studi Gate & Pathway a Wolfsburg da Sascha Paeth, produttore di Rhapsody, Angra, Edguy, Shaman. Dark light's shades è un album melodic heavy metal a dieci tracce, con influenze power / symphonic.
Nel maggio 2005 i Dark Horizon fecero il primo tour in Germania e nell'ottobre 2005 la band suonò in Italia con i Royal Hunt. Nel marzo del 2006 la band era in Germania per un nuovo tour, tra cui una tappa al festival Headbangers Night.
Il terzo album è stato registrato a settembre 2007 negli Finnvox Studios di Helsinki da Daniele Mandelli e Arto Tuunela (produttore degli HIM); Angel Secret Masquerade contiene dieci canzoni di heavy metal melodico, stile Masterplan e Angra, con la collaborazione di un quartetto di archi e masterizzate da Mika Jussila presso il Finnvox Studio. L'album è stato pubblicato da Underground Symphony nel luglio del 2010; nel 2011 la band ha suonato un'altra volta in Germania.
Nell'estate del 2012 esce sotto label Underground Symphony Dark Light Shades Deluxe Edition, doppio-cd per celebrare il quindicesimo anniversario dei Dark Horizon.  Nell'autunno, i Dark Horizon firmarono un accordo con Tanzan Music per la distribuzione di CD digitali.
Dopo un nuovo tour nel 2013 in Germania e in Grecia, la band ha registrato la cover di Free degli Heavy Load per l'album tributo Tales of the Northern Swords.
Nel 2014 Paolo Veluti si unì alla band come bassista. la band pubblicò nel dicembre 2014 il "Christmas Single" e il videoclip di "Christmas Hallelujah", brano scritto da registrato da Dark Horizon & Friends.
Nel 2016, la band ha registrato "Metalhead", un mini album a 4 tracce con 2 cover (Heavy Load free, già pubblicato in "Tales of the northern swords" e “Lucifer's hammer” originariamente eseguito dagli Warlord), una traccia inedita (metalhead) e una canzone presa dal prossimo album "Aenigma", suonata nella sua versione acustica. Metalhead è uscito in un'edizione limitata di 300 copie.
Nel febbraio del 2018 è uscito l'album Aenigma prodotto da Daniele Mandelli e masterizzato da Jens Bogren al Fascination Street Studio in Svezia. 10 tracce “killer” di puro symphonic metal con due cantanti ospiti: Jonny Lindqvist dei Nocturnal Rites nella traccia Future world  e Klaus Dirk di Mob Rules nella traccia Asso di cuori.
Sempre nel febbraio 2018 Roberto Quassolo lascia la band, e i Dark Horizon si ritrovano senza cantante.

## Formazione attuale
- Daniele Mandelli - chitarra (1996 - attuale)
- Alessandro Battini - tastiere (1996 - attuale)
- Gianluca Capelli - batteria (2003 - attuale)
- Paolo Veluti - basso (2014 - attuale)
- Giulio Garghentini - Voce (2018 - attuale)

## Ex componenti
- Roberto Quassolo - voce (2002 - 2018)
- Davide Marino - basso (2003 - 2014)
- Luigi Maione - voce (2000 - 2003)
- Andrea Galli - basso (2000 - 2003)
- Marco Polledri – batteria (2000 – 2003)
- Claudio Gallini – basso (1996 – 2000)
- Pietro Gandolfi – voce (1996 – 2000)

## Discografia
- 1998 Legend in opera
- 1999 Unnamed
- 2001 Son of Gods
- 2004 Dark light's shades
- 2010 Angel Secret Masquerade
- 2012 Dark Light Shades Deluxe Edition
- 2012 Dark Live Shades
- 2014 Christmas Hallelujah
- 2016 Metalhead
- 2018 Aenigma